# Аппалачський кам'яновугільний басейн

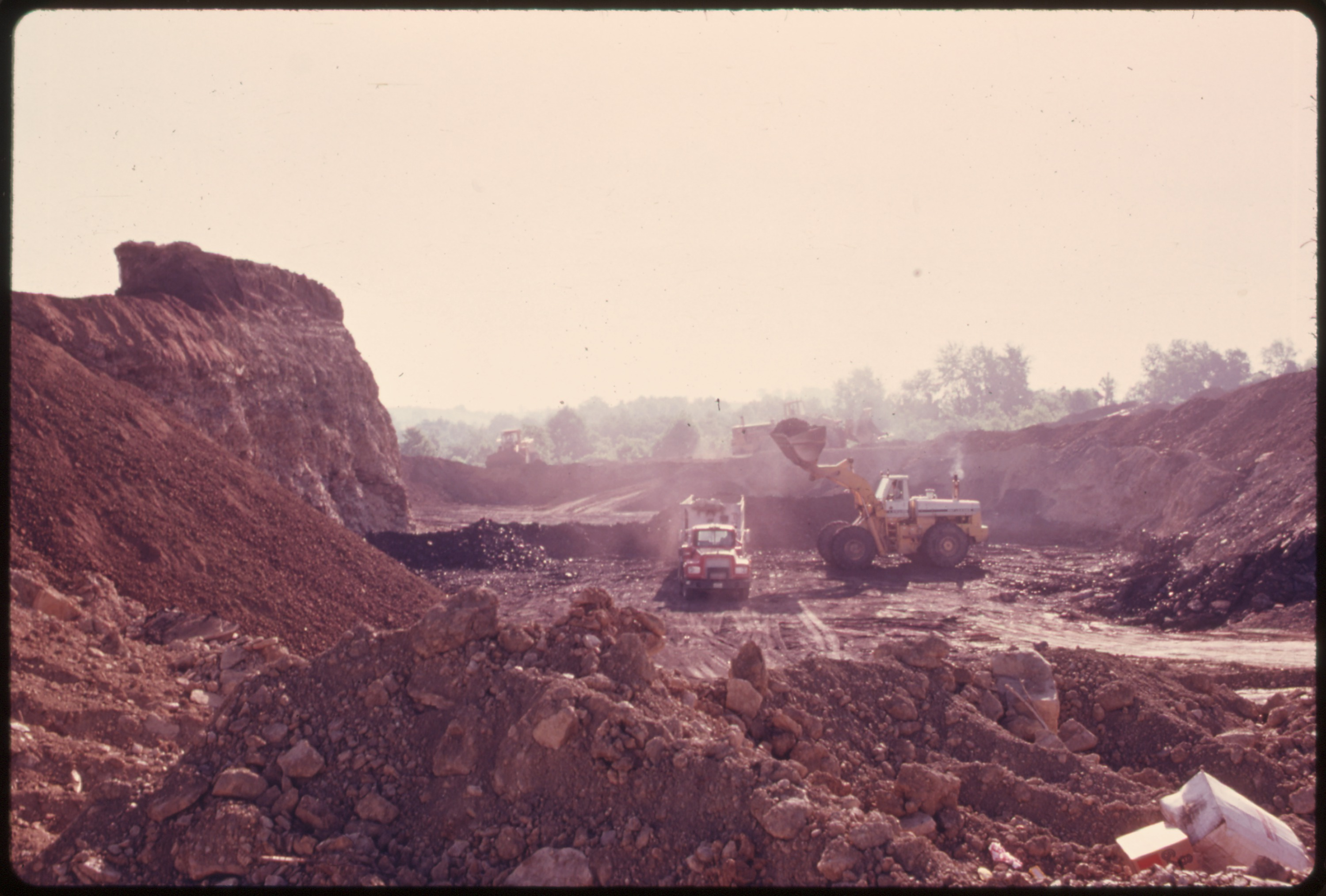
Видобуток вугілля у Барнесвілі, Огайо

Аппалацький кам'яновугільний басейн — один з найбільших у світі вугільних басейнів. Розташований на сх. США, на території шт. Алабама, Кентуккі, Вірджинія, Західна Вірджинія, Огайо, Меріленд, Пенсільванія, простягаючись більш ніж на 1200 км вздовж півд. схилів Аппалачів.

## Історія
Історично освоєння цього вугільного регіону почалося в 1880-х роках, пік його розвитку відбувся в 1920-х роках і практично закінчилося приходом Великої депресії, коли наявність інших форм енергії, а саме — нафти, газу та гідроелектроенергії — спричинило зменшення попиту на вугілля.
У 1925 р. майже 80 % шахтарів вугледобувних шахт Західної Вірджинії проживало в містах компаній, тоді як у Меріленді, Вірджинії, Кентуккі та Теннесі 64,4 % шахтарів проживало в містах компаній.
Починаючи з 1995 року, Аппалацький регіон видобував близько половини вугілля в США. В Аппалацькому кам'яновугільному басейні розташовані одні з найбільших вугільних шахт, але середній дохід на душу населення складає лише близько 68% від національного доходу на душу населення в США. У 2010-х роках Аппалацький кам'яновугільний басейн є провідним вугледобувним регіоном в країні.

## Характеристика
Пл. близько 180 тис. км². У басейні нараховується близько 300 вугледоб. районів; 10 з них дають щорічно понад 10 млн т вугілля і 30 — понад 5 млн т. Запаси кам. вугілля в басейні до глиб. 900 м оцінюються в 1600 млрд т. Частина покладів придатна для відкритої розробки. Видобуток вугілля почався у 1800 р. в шт. Огайо. А.к.б. розташований в передовому прогині пізніх герцинід Сх. Аппалачів. Вугілля приурочене до кам.-вуг. і пермських відкладів. Осн. пром. вугленосність пов'язана з пенсильванськими відкладами — тут на глиб. 360—1670 м нараховується понад 75 пластів вугілля робочої потужності. Найбільш вугленосною є формація Аллегейні, до якої приурочені осн. робочі пласти потужністю 1,2-3,8 м, а також формація Мононгахіла. Кут спаду вугільних пластів 2…3°. Вугілля переважно бітумінозне з середнім і високим вмістом летких речовин. Сер. зольність вугілля 8%, сер. вміст сірки 4%, теплота згорання 28,87-35,35 МДж/кг. Вугілля з пластів Нижній і Верхній Кіттанінг і Пітсбург добре коксується.

## Технологія розробки
А.к.б. розкрито шахтами і кар'єрами, на яких працює переважна більшість працівників вугільної промисловості США. Глибина розробки на шахтах в сер. становить 126,4 м (найбільша 335 м). Небезпечні по газу 13 пластів. На шахтах басейну застосовуються різні варіанти камерної і камерно-стовбової систем розробок (на комплексно-механіз. лави припадає всього 3,5% видобутку). Широко використовуються коротко-вибійні комбайни. Покрівля підтримується анкерами. Гірничі виробки проводяться, як правило, по вугіллю без присічки порід. На підземному транспорті переважають контактні електровози, великовантажні вагонетки і конвеєри. На кар'єрах прийнята система розробки з допомогою драглайнів. Транспорт — автосамоскиди. Збагачується близько 50% вугілля, що добувається. При шахтах і кар'єрах (рідше) діє близько 240 збагач. ф-к. Переважають мокрі способи збагачення — відсадка та важкосередовищні апарати. Близько 65% вугілля спалюється на ТЕС, коксівне вугілля частково експортується в Канаду, Японію, Європу. Річний видобуток понад 400 млн т.